# Ute-Henriette Ohoven
Ute-Henriette Ohoven-Ulmer (Tübingen, 10 maart 1946) is een Duits fondsenwerver en als bijzonder ambassadeur verantwoordelijk voor de UNESCO-stichting voor onderwijs aan kinderen in nood.

## Leven
Ute-Henriette Ulmer kreeg een kleermakersopleiding in het textielbedrijf van haar ouders in Spaichingen. Zij trouwde met bankier Mario Ohoven (haar tweede huwelijk). Bekend werd zij door de organisatie van complexe fondsenwervingsgala's ten behoeve van de UNESCO-kinderhulp, waarmee zij ongeveer 20 miljoen euro ingezameld zou hebben. Dat leverde haar de bijnamen Moeder Theresa in Chanel en Charity-Queen op.
Daarnaast is zij actief in verscheidene charitatieve organisaties. Zo was zij betrokken bij de oprichting van de eerste stamceltransplantatieregisters in Duitsland. Daarenboven benoemde de UNESCO haar in 1992 tot goodwillambassadeur. Kort daarop werd zij in 1994 benoemd tot de eerste bijzonder ambassadeur van de UNESCO. Sindsdien is zij verantwoordelijk voor het UNESCO-project voor onderwijs voor kinderen in nood. Dit verleent in meer dan tachtig landen hulp aan kinderen in oorlogs- en crisisgebieden door school- en beroepsopleidingen. Voor deze betrokkenheid werd zij in 2005 door de vereniging "Kinderlachen" onderscheiden met de Kind-Award.
Op 3 juni 2002 werd Ohoven gekozen tot voorzitter van de ZNS – Hannelore Kohl Stichting. In deze functie werd zij de opvolger van Hannelore Kohl. In juli 2009 kondigde Helmut Kohl aan dat hij al zijn functies in de stichting neerlegde wegens een „vijandige overname“ van de stichting door personen die geen relatie hadden met zijn overleden echtgenote. Volgens berichten in de media doelde hij op voorzitter Ohoven.
Ute-Henriette Ohoven is honorair consul van Senegal voor Noordrijn-Westfalen en Nedersaksen. Haar vader Manfred Johannes Ulmer, textielfabrikant, reserve-luchtmachtkolonel en eresenator van de universiteit van Konstanz, was al consul van Senegal en haar moeder Judith Margarethe Ulmer was tot 10 mei 1995 honorair consul van Senegal in Stuttgart.

## Onderscheidingen

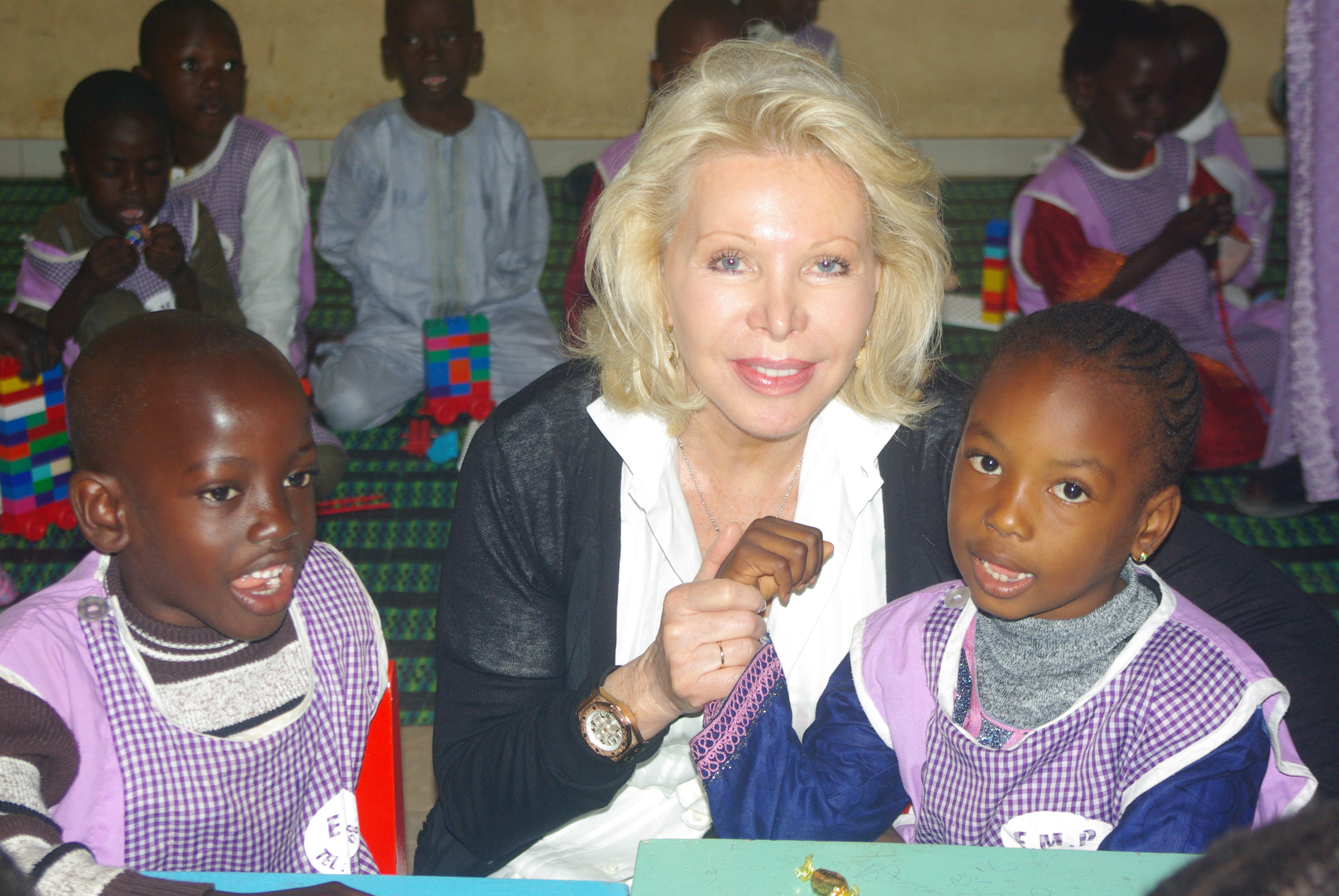
Ohoven als bijzonder UNESCO-ambassadeur in de Paracelles Assaines U24-school in Senegal (2011)

- Eredoctoraat van de Pontifícia Universidade Católica de Minas Gerais (2002)
- Women’s World Award – World Charity Award (2004)[9]
- Orde van Verdienste van de Bondsrepubliek Duitsland (16 juli 1993)[10]
- Orde van Verdienste van de deelstaat Noordrijn-Westfalen (2004)
- Hoogste orde van Senegal
- Gouden Picassomedaille van de UNESCO
- Ereburger van de stad Belo Horizonte, Brazilië
- Ereburger van de stad San Salvador, El Salvador
- Onderscheiden met het Gouden Hart in Moskou
- Erelid van de Club van Boedapest